# Assassinio di Rehavam Ze'evi
Il ministro del turismo israeliano Rehavam Ze'evi fu assassinato poco prima delle 7:00 di mercoledì 17 ottobre 2001 presso l'Hyatt Hotel di Gerusalemme da una squadra di palestinesi appartenenti all'organizzazione militante del Fronte Popolare per la Liberazione della Palestina.

## Contesto
Il 28 settembre 2000, in seguito alla provocatoria visita dell'allora capo del Likud Ariel Sharon al Monte del Tempio scoppiò la Seconda intifada, una serie di attentati che aumentarono rapidamente di intensità e proseguirono fino al 2005, assumendo i caratteri di una vera e propria guerra.
Ze'evi aveva rassegnato le proprie dimissioni due giorni prima del suo assassinio dalla carica di ministro del turismo, contestando le recenti decisioni del premier Sharon di ritirare le truppe dell'IDF da Hebron.

## Preparativi
Nell'ottobre 2001 il Fronte Popolare per la Liberazione della Palestina decise di assassinare il ministro del turismo israeliano Rehavam Ze'evi come rappresaglia per l'uccisione del leader del FPLP Abu Ali Mustafa da parte di Israele nell'agosto 2001. Il FPLP iniziò a raccogliere informazioni dettagliate su Ze'evi e scoprì che aveva una stanza permanente nell'hotel Hyatt di Gerusalemme, situato al confine tra i quartieri di French Hill e il Monte Scopus. Gli attentatori prenotarono una stanza nell'hotel fornendo un documento d'identità falso e vi giunsero la notte prima dell'assassinio.

## L'assassinio
Il 17 ottobre 2001, poco prima delle 7:00, Ze'evi e sua moglie Yael scesero in sala da pranzo per fare colazione. Uno degli attentatori, Hamdi Quran, era presente per assicurarsi che il ministro fosse lì come d'abitudine. A quel punto Quran tornò immediatamente nella sua stanza, dove lo attendeva Bassel al-Asmar. I due assalitori prepararono le armi, si diressero verso la stanza di Ze'evi all'ottavo piano e lo attesero vicino alla scala antincendio. Quando la porta dell'ascensore si aprì, Ze'evi uscì e superò i due assalitori, apprestandosi ad aprire la porta della sua stanza. Quran, a quel punto, gridò e quando Ze'evi si voltò, gli sparò due colpi in faccia. Un proiettile colpì la mascella di Ze'evi senza causare lesioni mortali, mentre un altro penetrò nel cervello e causando danni irreversibili. Gli assassini fuggirono nel parcheggio interrato dell'hotel dove li aspettava Rimawi a bordo di una macchina a noleggio. Si nascosero presso l'abitazione di Tzalah Alawi appena fuori della città Vecchia di Gerusalemme. Ze'evi fu trasportato d'urgenza all'Hadassah Medical Center di Gerusalemme in condizioni critiche. La morte fu dichiarata alle 10:00.

## Rivendicazioni
Il FPLP rivendicò la responsabilità dell'assassinio, dichiarando che fu una rappresaglia per l'uccisione del leader del FPLP Abu Ali Mustafa nell'agosto 2001.

## Reazioni
- Il primo ministro Ariel Sharon dichiarò che riteneva il leader palestinese Yasser Arafat, personalmente responsabile dell'assassinio[1]
- L'Autorità Palestinese condannò l'assassinio, lanciando un appello alle autorità di Israele affinché cessassero le uccisioni mirate di leader militanti palestinesi
- Il presidente dell'Autorità Palestinese Yasser Arafat condannò l'atto e si impegnò ad arrestare gli assassini

## L'assedio israeliano della Moqata e l'Accordo di Ramallah
Immediatamente dopo l'assassinio, il governo israeliano avviò le indagini per rintracciare i responsabili. Nell'aprile 2002, durante l'operazione Scudo difensivo, le forze di sicurezza israeliane appresero che gli assassini si nascondevano nella Moqata, il complesso presidenziale di Yasser Arafat a Ramallah, che le truppe israeliane stavano assediando. Israele chiese all'Autorità Palestinese di consegnare gli assassini. L'Autorità Palestinese rifiutò. Alla fine, attraverso la mediazione internazionale, venne stipulato un accordo - noto come "Accordo di Ramallah" - per cui gli assassini di Ze'evi sarebbero stati detenuti in una prigione di Gerico sorvegliata da forze britanniche e americane. In cambio Israele avrebbe rimosso l'assedio del complesso di Yasser Arafat. Nel febbraio 2002, Arafat ordinò di arrestare i responsabili dell'assassinio di Ze'evi e di condurli nella prigione di Gerico.
Tuttavia, dopo che l'organizzazione militante islamista Hamas vinse le elezioni palestinesi nel gennaio 2006, il leader di Hamas, Isma'il Haniyeh, annunciò pubblicamente la sua intenzione di liberare palestinesi detenuti. Il 14 marzo 2006, le forze americane e britanniche abbandonarono la prigione di Gerico, accusando l'Autorità palestinese di non effettuare un reale controllo sulle visite, sull'utilizzo del telefono e della corrispondenza dei detenuti. Il giorno stesso Israele diede il via all'operazione Bringing Home the Goods.

## OperazioneBringing home the goods
Il 14 marzo 2006, le forze dell'IDF accerchiarono la prigione di Gerico per impedire che i detenuti fossero rilasciati dal governo di Hamas. Dopo un assedio durato circa 10 ore e mezza, le forze militari israeliane iniziarono ad abbattere le mura della prigione con l'utilizzo di bulldozer. Poco dopo i detenuti si arresero. Durante il raid fu arrestato anche Fuad Shubaki, un contrabbandiere di armi.

## Processo in Israele
Gli assassini di Ze'evi furono processati in Israele. Furono ritenuti responsabili:
- Ahed Abu Gholma
- Ahmed Saadat
- Majdi Rahima Rimawi
- Hamdi Quran
- Bassel al-Asmar

Quran ricevette una condanna a 100 anni di carcere, Asmar a 45, Majdi Rahima Rimawi a 105 e Ahed Abu Gholma a 30.
Inoltre, il 25 dicembre 2008, un tribunale militare israeliano condannò Ahmed Saadat, leader del FPLP, a 30 anni di carcere per aver guidato un'"organizzazione terroristica illegale" e per la sua responsabilità in tutte le azioni compiute dalla sua organizzazione, compreso l'assassinio di Rehavam Ze'evi.